# Nerl (Wolga)
Die Nerl (russisch Нерль) ist ein 112 km langer rechter Nebenfluss der Wolga in der Oblast Jaroslawl und der Oblast Twer in Russland.

## Verlauf
Die Nerl hat ihren Ursprung im Somino-See. Dieser wird von der 9 km langen Wjoksa gespeist, welche den Abfluss des Pleschtschejewo-Sees bildet. Sie fließt in überwiegend westlicher Richtung und mündet schließlich bei Sknjatino in den Uglitscher Stausee, der von der Wolga in nördlicher Richtung durchflossen wird. 

## Hydrologie
Die Nerl entwässert ein Gebiet von 3270 km². Sie ist im Winter zwischen November und April von einer Eisschicht bedeckt. Der Jahresabfluss wird vom Frühjahrshochwasser dominiert. Der mittlere Abfluss 55 km oberhalb der Mündung beträgt 12,8 m³/s. Wichtige Nebenflüsse der Nerl sind Kubr und Wjulka von links sowie Sablja von rechts.